# Кетамин
Кетамин — NMDA-антагонист, применяемый в качестве средства для наркоза в медицине и ветеринарии. Реже используется как обезболивающее (прежде всего в экстренной медицине и у пациентов с противопоказаниями к применению опиоидных и барбитуратных анальгетиков) и для лечения бронхоспазма. Является также диссоциативным веществом.

## История
В 1962 году кетамин под рабочим названием «CI-581» (clinical investigation 581) впервые синтезировал американский исследователь Келвин Стивенс (C. Stevens), работая в Parke-Davis над созданием безопасного анестетика, альтернативного фенциклидину, который вызывал галлюцинации, эпилептические припадки и обладал нейротоксичностью. Впервые применён в клинике в 1965 году Корссеном (Corssen) и Эдвардом Домино (Domino). В конце 1960-х годов препарат был применён на американских солдатах, находившихся на войне во Вьетнаме. Разрешён к широкому использованию в 1970 году. Кетамин стал первым неингаляционным анестетиком, введение которого сопровождалось лишь минимальным подавлением кровообращения и дыхания. Препарат использовался в психиатрических и других научных исследованиях на протяжении 1970-х годов и в 1978 году выходят сразу две книги, оказавшие значительное влияние на популярность кетамина. Это «Путешествие в яркий мир» Марсии Мур и Говарда Аллтоуниана и «Учёный» Джона Лилли. Обе книги описывают личные переживания авторов при использовании препарата в качестве наркотика. С 1987 по 2000 год в США и Европе зарегистрировано 12 смертельных случаев, связанных с передозировкой кетамина. Его по-прежнему широко применяют, в том числе в ветеринарии и в анестезии на поле боя в развивающихся странах. Дэвид Вудард много писал о собственном психологическом опыте приёма кетамина. В 2006 г. российское издание «Культура времён Апокалипсиса» Адама Парфри было запрещено и уничтожено российскими властями за включение в него эссе Вударда о кетамине:288–295.

### В России
После принятия Федерального закона от 08.01.1998 № 3-ФЗ «О наркотических средствах и психотропных веществах» кетамин включён в список психотропных веществ. После образования ФСКН в 2003 году и внесения поправок в закон началась активная антикетаминовая кампания против его использования в ветеринарии. Его применение в медицине ограничено усиленным надзором со стороны ФСКН и значительными денежными затратами на хранение: его могут использовать только получившие лицензию клиники, в том числе ветеринарные, у которых для его хранения есть сейф с двойной сигнализацией. В российской ветеринарии кетамин применялся в качестве основного средства наркоза большинством ветеринаров как один из наиболее эффективных и щадящих анестетиков, но после 2003 года в связи с бюрократическими сложностями практически не применяется. Это вызвало многочисленные протесты защитников, любителей и владельцев домашних животных, ветеринаров, но государственные органы до сих пор в течение 20 лет оставляют их доводы практически без внимания.
Ситуацию вокруг препарата поэтому часто называют «кетаминовыми войнами». Например, лишь одна ветеринарная клиника из 300 зарегистрированных в Санкт-Петербурге сумела получить лицензию на применение кетамина и его гидрохлорида. При этом некоторые врачи считают, что препарат не интересен наркоманам, так как вызывает неприятные галлюцинации. На протяжении десятилетия множество ветеринаров привлекались к суду по «кетаминовым делам». Их пик пришёлся на 2003–2004 годы, когда уголовные дела возбуждались почти ежемесячно, в том числе, сотрудники наркоконтроля устраивали провокации против некоторых ветеринаров, а затем представляли их дела в суд. Например, одно из подобных нашумевших дел было связано с Александром Дукой: он был признан виновным, получил год условно, но в связи с изменением обстоятельств дела (за то время, пока тянулось дело, кетамин ветврачам использовать уже разрешили) от наказания Дуку тут же освободили. До 2006 года ветеринаров пытались привлекать к уголовной ответственности даже по таким обвинениям, как «распространение наркотиков» среди домашних животных, которые следственными органами выставлялись «потребителями наркотиков». Во избежание возбуждения аналогичных уголовных дел в постановлении Пленума Верховного Суда РФ от 15.06.2006 № 14 «О судебной практике по делам о преступлениях, связанных с наркотическими средствами и психотропными веществами» было указано, что: «В тех случаях, когда лицо в целях лечения животных использует незаконно приобретённое наркотическое средство или психотропное вещество (например, кетамин, кетамина гидрохлорид), в его действиях отсутствуют признаки преступления, влекущего уголовную ответственность за незаконный сбыт этих средств или веществ». Позже некоторым ветеринарам инкриминировались попытки распространения «наркотика» в связи с попытками извлечь прибыль; всего за последние годы было заведено порядка 10 уголовных дел, связанных с его применением, по трём делам обвиняемые получили разные сроки заключения. Наиболее суровый приговор был вынесен Александру Шпаку: его осудили на 8 лет колонии строгого режима за пересылку кетамина по завышенной в десять раз цене «другому ветеринару» по настойчивым просьбам последнего, который оказался сотрудником наркоконтроля. Дело вызвало широкий общественный резонанс и в защиту ветеринара проводились акции протеста. Шпак вышел на свободу по УДО в августе 2015 г.

## Физико-химические свойства

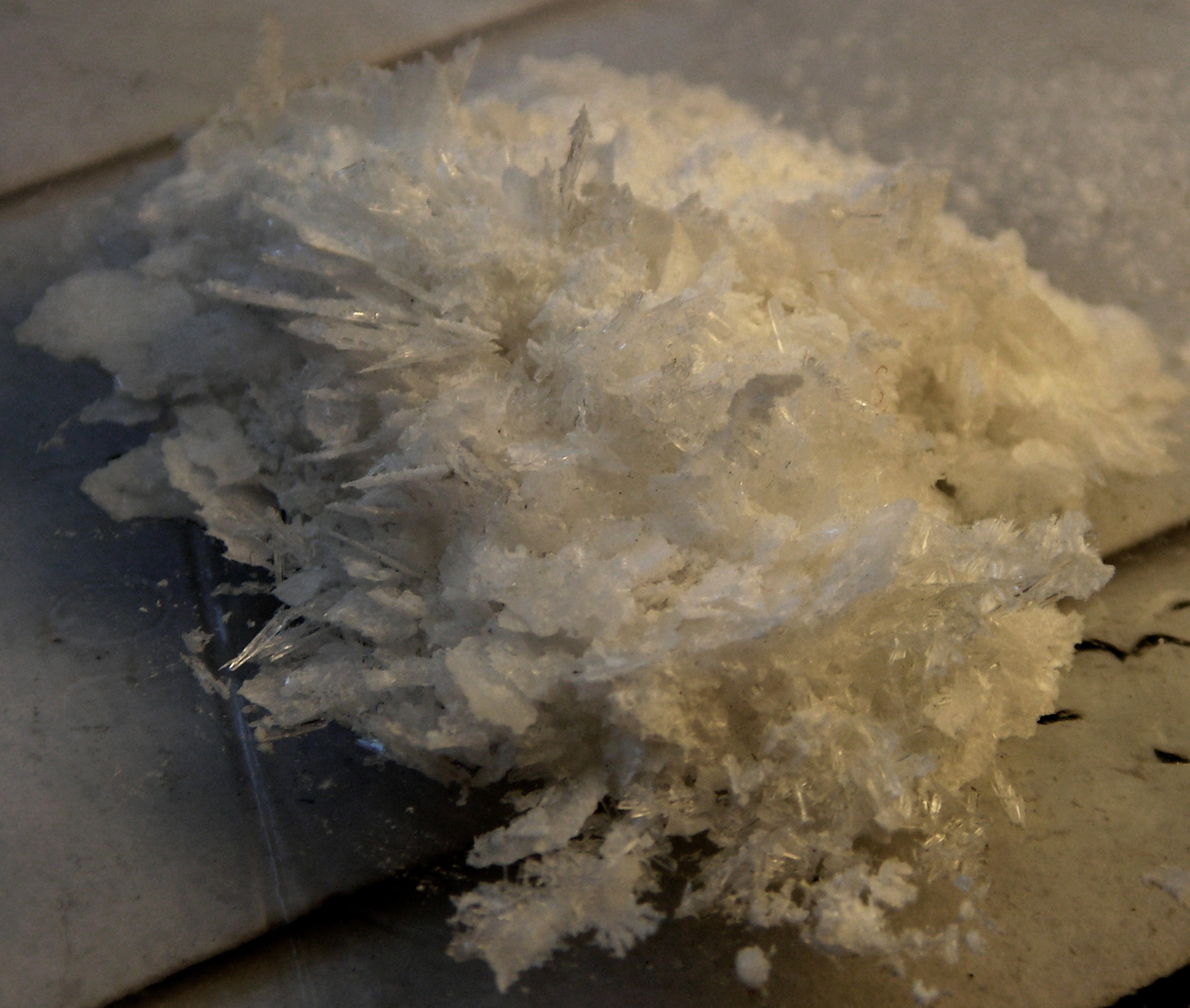
Кристаллы кетамина

Кетамин — структурный аналог фенциклидина. Внешне это белый или почти белый кристаллический порошок со слабым характерным запахом; рКа 7,5. В виде гидрохлорида легко растворим в воде:122, он выпускается в виде раствора с рН 3,5—5,5, содержащего 10 мг/мл в изотоническом хлориде натрия, а также в многодозовых флаконах по 50 или 100 мг/мл, которые в качестве консерванта содержат 0,1 мг/мл хлорида бензетониума. Молекула кетамина содержит хиральный центр, образующий два оптических изомера. S(+) изомер обладает более мощным анестетическим и анальгетическим действием, реже вызывает побочные эффекты и быстрее происходит восстановление организма, хотя его фармакокинетика и фармакодинамика схожа с таковой у рацемической смеси или R(-) изомера. На практике чаще применяют рацемическую смесь двух изомеров:345.

## Фармакодинамика

### Механизм действия
Кетамин — неконкурентный антагонист НМДА-рецепторов прямого действия, то есть блокирует сам ионный канал рецепторов. Он угнетает функцию нейронов ассоциативной зоны коры головного мозга и таламуса (который переключает сенсорные импульсы из ретикулярной активирующей системы на кору больших полушарий) и одновременно стимулирует части лимбической системы (которая вовлечена в осознание ощущений), включая гиппокамп:142. При этом возникает функциональная дезорганизация неспецифических связей в среднем мозге и таламусе — такое состояние называют диссоциативной анестезией. Клинически такое состояние проявляется тем, что больной кажется бодрствующим (открывает глаза, глотает, сокращаются мышцы), но он не способен анализировать сенсорные стимулы и реагировать на них. Доказано, что кетамин угнетает передачу импульсов в ретикулярной формации продолговатого мозга, блокируя афферентные ноцицептивные стимулы из спинного мозга в высшие мозговые центры. Также кетамин связывается с опиоидными рецепторами в головном и задних рогах спинного мозга, что может объяснять его обезболивающий эффект. Большая активность в отношении коры, чем таламуса, возможно, связана с неравномерным распределением НМДА-рецепторов в ЦНС:96. Антихолинергические эффекты проявляются расширением бронхов, симпатомиметическим действием, делирием и частично устраняются антихолинэстеразными препаратами.

### Влияние на центральную нервную систему
После внутривенного введения кетамин вызывает анестезию через 30-60 секунд, которая длится 10—15 минут; при внутримышечном — вызывает анестезию через 3-4 минуты, которая продолжается 15-25 минут:197. При этом возникает диссоциативная анестезия: глаза пациента могут быть открыты, зрачки умеренно расширены, возможен нистагм; сохранены многие рефлексы, но они не имеют защитного характера. Так, не угнетаются полностью роговичный, кашлевой и глотательный рефлексы. Характерны повышенный тонус скелетных мышц, слезотечение и гиперсаливация (повышенное слюноотделение). Возможны бесконтрольные движения конечностей, туловища и головы, независимые от хирургических манипуляций. Для обеспечения анестезии плазменные концентрации индивидуально вариабельны: 0,6-2 мг/кг для взрослых и 0,8—4 мг/кг для детей.
Кроме того, кетамин вызывает выраженную преимущественно соматическую анальгезию при субанестетической концентрации в плазме крови. Амнезия часто продолжается до 1 часа после восстановления сознания. Вводный наркоз гладкий, но возможно возникновение делирия, который сопровождается беспокойством, дезориентацией и возбуждением. После внутривенного введения индукционной дозы кетамина (2 мг/кг) пробуждение наступает спустя 10—20 минут. Однако полное восстановление ориентации в личности, месте и времени происходит спустя ещё 15—30 минут, иногда через 60—90 минут:345. В течение указанного времени сохраняется антероградная амнезия, но не столь выраженная, как у бензодиазепинов. Побочные психомиметические эффекты (например, иллюзии, устрашающие сновидения, делирий) могут возникать во время восстановления и в период до 24 ч. Их частота снижается при устранении вербального и тактильного раздражения больного в период восстановления, а также при совместном применении опиоидов, бутерофенонов, бензодиазепинов или физостигмина; однако неприятные сны могут сохраняться. У детей и пожилых ночные кошмары бывают гораздо реже.
Кетамин расширяет церебральные сосуды, увеличивает мозговой кровоток (примерно на 60 %), потребление мозгом кислорода (ПМО2) и внутричерепное давление (ВЧД). Чувствительность сосудов мозга к углекислому газу сохраняется, поэтому гиперкапния ослабляет вызванное кетамином увеличение ВЧД. Однако в настоящее время нет единого мнения о способности кетамина повышать ВЧД, в частности, у пациентов с повреждениями головного и спинного мозга. Увеличение ПМО2 и мозгового кровотока можно предупредить введением тиопентала или бензодиазепинов.
При применении кетамина возникает характерная ЭЭГ-картина: происходит подавление α-ритма и доминируют θ- и δ-волны, что отражает возбуждение ЦНС и эпилептиформную активность в таламусе и лимбической системе (но не в коре):122. Кроме того, δ-волны свидетельствуют об анальгетической активности. Появление δ-активности совпадает с утратой сознания. В высоких дозах кетамин способен вызывать вспышки супрессии:345. Кетамин увеличивает амплитуду корковых ответов ССВП и в меньшей степени их латентность. Ответы на стволовые СВП подавляются.

### Влияние на сердечно-сосудистую систему
При введении кетамина повышается артериальное давление в среднем на 25 %, ЧСС в среднем на 20 %, а также сердечный выброс и потребление кислорода миокардом. В здоровом сердце повышение потребности в кислороде компенсируется увеличением сердечного выброса и снижением сопротивления коронарных сосудов. Положительный инотропный эффект может быть связан с увеличением внутреннего кальциевого тока, модулируемого цАМФ. Кетамин может значительно увеличить давление в лёгочной артерии, лёгочное сосудистое сопротивление, внутрилёгочный шунт. Гемодинамические эффекты кетамина не зависят от дозы, а повторное введение ЛС вызывает меньшие или даже противоположные эффекты.
Механизм такого влияния кетамина на кровообращение не совсем ясен. Но большинство авторов считает, что этот механизм центрального характера. Существуют доказательства, что кетамин подавляет функцию барорецепторов через влияние на НМДА-рецепторы ядра одиночного пути. Также происходит симпатико-нейрональное высвобождение норадреналина, который обнаруживают в венозной крови. Центральная симпатическая стимуляция обычно превалирует над прямым отрицательным инотропным влиянием кетамина.
Кетамин аналогично влияет на гемодинамику и при патологии сердца, что следует учитывать при состояниях, указанных в противопоказаниях. С одной стороны, кетамин оказывает прямое угнетающее влияние на миокард, которое проявляется при симпатической блокаде (например, при разрыве спинного мозга) или истощении запасов катехоламинов (например, в терминальной фазе шока). С другой стороны, опосредованная стимуляция кровообращения делает кетамин препаратом выбора при остром гиповолемическом шоке.

## Описание

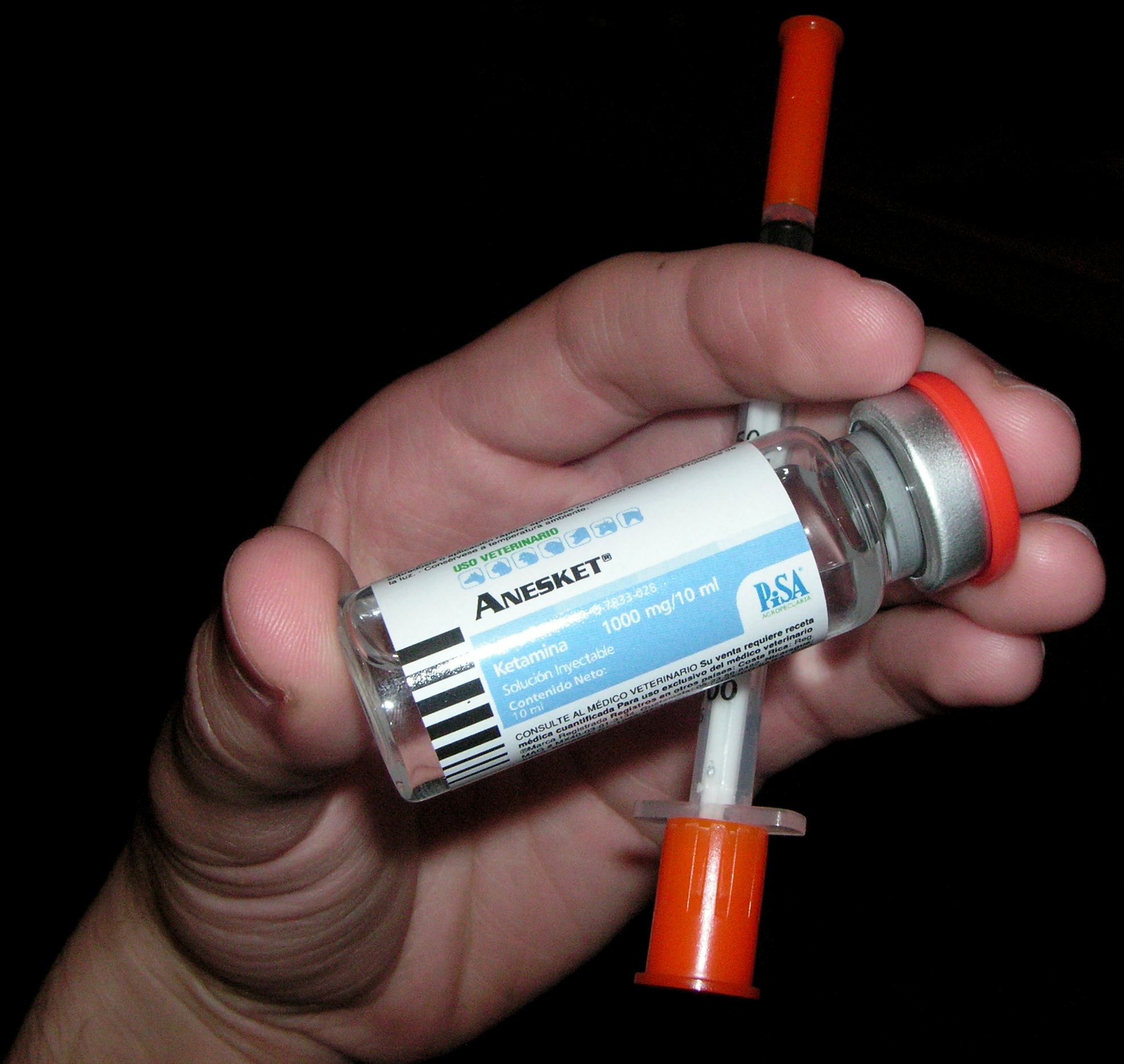
Раствор кетамина для инъекций

Является средством, оказывающим при внутривенном и внутримышечном введении общее анестезирующее (наркотизирующее) и анальгезирующее действие. В дозах 1,5—4 мг/кг используется как мощное психоактивное вещество.
В организме кетамин метаболизируется путём деметилирования. Основная часть продуктов биотрансформации выделяется в течение 2 ч. с мочой, но незначительное количество метаболитов может оставаться в организме несколько дней. Кумуляции при многократном введении препарата не отмечается.
Минимальная эффективная доза кетамина при внутривенном введении составляет 0,5 мг на 1 кг массы тела, при этом сознание выключается через 1—2 мин и эффект длится примерно 2 мин., при дозе 1 мг/кг действует около 6 мин., а при дозе 2 мг/кг — в течение 10—15 мин.
При внутримышечном введении эффект наступает медленнее, но он более продолжителен (при дозе 6—8 мг/кг эффект развивается через 6—8 мин и длится 30—40 мин).

## Применение
Анальгетический эффект кетамина развивается обычно при введении в вену в течение 10 мин. и продолжается примерно 2—3 ч. При внутримышечном введении эффект более продолжителен. Препарат больше снижает соматическую болевую чувствительность и меньше — висцеральную болевую чувствительность, что следует учитывать при полостных операциях.
Кетамин применяют для мононаркоза и комбинированного наркоза, особенно у больных с низким АД, или при необходимости сохранения самостоятельного дыхания, или для проведения ИВЛ дыхательными смесями, не содержащими закиси азота. Он показан в экстренной хирургии и на этапах эвакуации, в частности у больных с травматическим шоком и кровопотерей (в связи с быстрым введением в наркоз и отсутствием угнетения дыхания и кардиостимулирующим эффектом), при различных хирургических операциях (включая кардиохирургию), при комбинированной внутривенной анестезии, а также при эндоскопических процедурах, катетеризации сердца, небольших хирургических манипуляциях, перевязках, в том числе в стоматологической, офтальмологической и оториноларингологической практике.
Имеются данные об успешном применении кетамина в акушерской практике при кесаревом сечении.
Вводят кетамин внутривенно (струйно одномоментно или фракционно и капельно) или внутримышечно. Взрослым внутривенно вводят из расчёта 2—3 мг, внутримышечно — 4—8 мг на 1 кг массы тела. Для поддержания наркоза инъекции кетамина повторяют (по 0,5—1 мг/кг внутривенно или 3 мг/кг внутримышечно).
Поддержание общей анестезии непрерывной внутривенной инфузией кетамина достигается его введением со скоростью 2 мг/кг в час. Этот способ осуществляется с помощью инфузоматов или путём капельного введения 0,1 % раствора кетамина в изотоническом растворе глюкозы или натрия хлорида (30—60 капель в минуту).
У детей кетамин применяют для вводного наркоза при различных видах комбинированного обезболивания. Внутримышечно вводят однократно из расчёта 4—5 мг/кг в виде 5 % раствора (после соответствующей премедикации). Для основного наркоза вводят 5 % раствор внутримышечно либо 1 % раствор внутривенно струйно одномоментно или 0,1 % раствор капельно (со скоростью 30—60 капель в минуту). Внутримышечно вводят новорождённым и детям грудного возраста из расчёта 8—12 мг/кг, детям в возрасте от 1 года до 6 лет — 6—10 мг/кг, от 7 до 14 лет 4—8 мг/кг. Внутривенно вводят из расчёта 2—3 мг/кг. Поддержание анестезии осуществляют повторными инъекциями по 3—5 мг/кг внутримышечно или 1 мг/кг внутривенно струйно. Поддерживать наркоз можно путём капельного внутривенного введения 0,1 % раствора кетамина (30—60 капель в минуту).
Кетамин можно применять в сочетании с нейролептиками (дроперидол и др.) и анальгетиками (фентанил, промедол, депидолор и др.) В этих случаях дозу кетамина уменьшают.
При применении кетамина необходимо учитывать особенности его общего действия на организм. Препарат обычно вызывает повышение АД (на 20—30 %) и учащение сердечных сокращений с увеличением минутного объёма сердца; периферическое сосудистое сопротивление понижается. Стимуляция сердечной деятельности может быть уменьшена применением диазепама (сибазона). Обычно кетамин не угнетает дыхания, не вызывает ларинго- и бронхиолоспазма, не угнетает рефлексов с верхних дыхательных путей: тошноты и рвоты, как правило, не возникает. При быстром внутривенном введении возможно угнетение дыхания. Для уменьшения саливации вводят раствор атропина или метацина.
Применение кетамина может сопровождаться непроизвольными движениями, гипертонусом, галлюцинаторными явлениями. Эти эффекты предупреждаются или снимаются введением транквилизаторов, а также дроперидола.
При внутривенном введении раствора кетамина иногда возможны боль и покраснение кожи по ходу вены, при пробуждении — психомоторное возбуждение и относительно продолжительная дезориентация.
Нельзя смешивать растворы кетамина с барбитуратами (выпадает осадок).

### Потенциальный антидепрессант
Ведутся активные исследования изучающие потенциал кетамина и его аналогов в качестве антидепрессантов. От прочих антидепрессантов он предположительно может отличаться уникально быстрым наступлением антидепрессивного эффекта. С 2017 года эскетамин, S(+) энантиомер кетамина, находился в фазе III клинических испытаний в качестве терапии большого депрессивного расстройства путём интраназального приёма данного вещества. В 2019 FDA проголосовала за одобрение использования эскетамина в качестве антидепрессанта, препарат будет выпускаться в виде назального спрея под названием «Справато». В то же время по состоянию на 2021 год нет ясно показанного эффекта кетамина/эскетамина на лечение терапевтически резистентной депрессии.
Существуют исследования, демонстрирующие, что антидепрессивный эффект кетамина, возможно, связан с действием на опиоидные рецепторы. У испытуемых, которым одновременно давали кетамин и налтрексон (антагонист опиоидных рецепторов), антидепрессивный эффект исчезал или был существенно ослаблен. Диссоциативный эффект при этом присутствовал в полной мере. В связи с этим были озвучены опасения, что кетамин или препараты на его основе могут вызывать характерную для опиоидов зависимость.
23 января 2025 года FDA одобрило применение назального препарата Spravato в качестве препарата монотерапии или политерапии для лечения депрессии, в частности большого депрессивного расстройства. Действующее вещество в препарате - эскетамин, производное кетамина. Ранее данное вещество применялось только для лечения терапевтически резистентной депрессии.

## Противопоказания
Кетамин противопоказан больным с нарушениями мозгового кровообращения (в том числе с такими нарушениями в анамнезе), при выраженной гипертензии, эклампсии при тяжёлой декомпенсации кровообращения, эпилепсии и других заболеваниях, сопровождающихся судорожной готовностью. Следует соблюдать осторожность при операциях на гортани (необходимо применение миорелаксантов).

## Побочные эффекты
При длительном введении больших доз кетамина крысам было обнаружено появление пустот в мозге, названных лезии Олни. У наркозависимых изменения, аналогичные лезиям Олни, приводят к атрофии коры головного мозга. 
В 2013 году вышла статья в которой впервые были использованы МРТ снимки при описании повреждений мозга у принимавших кетамин людей. В выборке участвовали 21 человек со стажем употребления кетамина от 0,5 до 12 лет в дозах от 0,2 до 3 грамм ежедневно. Обнаружены многочисленные лезии во многих областях мозга появляющиеся после 2—4 лет употребления диссоциатива, а также, атрофия коры во фронтальной, теменной и затылочной областях.
Согласно систематическому обзору 2010 года, существует 110 задокументированных случаев симптомов раздражения мочевыводящих путей, вызванных зависимостью от кетамина. Симптомы со стороны мочевыводящих путей в совокупности называют «вызванным кетамином язвенным циститом» или «вызванной кетамином везикопатией», и они включают в себя императивное недержание, снижение растяжимости мочевого пузыря, уменьшение объёма мочевого пузыря и болезненную гематурию.